# Can't Take My Eyes Off You
„Can't Take My Eyes Off You“ je píseň, kterou napsali Bob Crewe a Bob Gaudio a původně ji nahrál a vydal zpěvák Frankie Valli (Gaudiův spoluhráč z kapely The Four Seasons) v roce 1967. Patří mezi Valliho největší hity, za prodejnost získala zlatou desku a v hitparádě Billboard Hot 100 se umístila na druhé příčce (šlo tak o jeho nejúspěšnější sólový počin až do roku 1975, kdy se jeho singl „My Eyes Adored You“ umístil na prvním místě). V hitparádě časopisu Cash Box dosáhla prvního místa. Původní nahrávka byla pořízená ve studiu A & R v New Yorku, produkoval ji Bob Crewe a o zvuk se staral Phil Ramone.
V roce 1982 vydala kapela Boys Town Gang taneční coververzi písně, která slavila úspěchy především v Evropě. Zpěvačka Lauryn Hill svou verzi vydala v roce 1997. Mezi další interprety patří Andy Williams (1968) a Gloria Gaynor (1990). Duo Pet Shop Boys vydalo v roce 1991 úspěšné medley, kombinaci písní „Can't Take My Eyes Off You“ a „Where the Streets Have No Name“ od U2. S českým textem od Zdeňka Borovce píseň nahrál zpěvák Karel Hála pod názvem „Na sedm strun budu hrát“. Stejný text zpíval i Karel Gott na svém albu Ta pravá (2018). Kapela Těžkej Pokondr coververzi písně vydala pod názvem „Pejzy“ na svém albu Kuss (2003), autorem textu je Lou Fanánek Hagen.
V různých verzích píseň zazněla ve filmech Deník Bridget Jonesové (2001), Free Guy (2021), Time Is Up (2021) a Bez polevy (2024), a v jedné epizodě seriálu Námořní vyšetřovací služba L. A. (2021).